# زابل هامپاریان
زابل هامپاریان (ارمنی: Զապէլ Համբարեան؛  زادهٔ ۱۴ مارس ۲۰۰۳) بازیکن فوتبال در پست مدافع اهل ارمنستان است. وی خواهر آرنی هامپاریان می‌باشد.

## باشگاهی
از باشگاه‌هایی که در آن بازی کرده‌است می‌توان به SoCal. اشاره کرد. 

## تیم ملی
وی همچنین در تیم ملی فوتبال زیر ۱۹ سال زنان ارمنستان بازی کرده‌است. 